# (15630) Disanti
(15630) Disanti (2000 HT56) – planetoida z grupy pasa głównego asteroid okrążająca Słońce w ciągu 3,55 lat w średniej odległości 2,33 j.a. Odkryta 24 kwietnia 2000 roku.